# Siezbüttel
Siezbüttel – dzielnica gminy Schenefeld w Niemczech, w kraju związkowym Szlezwik-Holsztyn, w powiecie Steinburg, w urzędzie Schenefeld.
Do 31 grudnia 2012 samodzielna gmina.